# Elektromagnetiske spektrum
Det elektromagnetiske spektrum beskriver de forskellige typer af elektromagnetisk stråling. Elektromagnetisk stråling kan beskrives i termer af bølgelængde, frekvens eller energi per foton. Disse termers størrelser er fysisk koblede i fotoner (se også tabellen og SI-præfiks):
- Bølgelængde * frekvens = lysets hastighed: 299.792.458 m/s (ca. 3 × 108) i vakuum. (300 Mm/s eller 300 Mm·Hz)
- En fotons energi er 4,1 feV per Hz, f.eks. 4,1μeV/GHz
- Bølgelængde * energi per foton = 1,24 μm(eV)

Radiobølger repræsenterer bølgelængder fra nogle centimeter til flere kilometer og er i den ene ende af det elektromagnetiske spektrum.
Hårde gammastråler er i den anden ende af det elektromagnetiske spektrum. Hårde gammastrålers bølgelængder er meget kort.

## Bølgelængder
Lange bølger over 10 meter
Radiobølger 50 cm – 10 m
Mikrobølger 1 mm – 50 cm
Terahertz stråling 0,1 mm – 1 mm
Infrarød stråling 740 nm – 0,1 mm (1 millimeter = 1’000’000 nanometer)
- Fjern-infrarød 10’000 nm til 0,1 mm.
- Mid-infrarød 10’000 – 2’500 nm: Varme objekter udsender kraftig stråling i dette interval. (Se Sortlegeme).
- Nær-infrarød 2’500 – 740 nm: Dette kan tilnærmelsesvist ses som synligt lys, for de dyr der kan se i dette spektrum.

Synligt lys 380-740 nm
Ultraviolet lys 10-380 nm
Røntgenstråling 10 pm – 10 nm (1 nanometer = 1000 pikometer)
Gammastråling mindre end 10 pm (1 pikometer = 1000 femtometer)